# Astronomy & Astrophysics
Astronomy and Astrophysics (A&A) e рецензируемо списание по астрономия и астрофизика, ообхващащо теоретичесна, наблюдателна и инструментална астрономия и астрофизика.
EDP Sciences публикува 16 номера за година. Главен редактор на списанието е Тиери Форвей (Thierry Forveille, „Обсерватория на науките за Вселената“, Гренобъл). Импакт факторът на списанието е 5,084 през 2012 г.

## История
Списание „Astronomy and Astrophysics“ е създадено през 1969 г. чрез сливане на няколко национални списания на европейски страни:
- Annales d’Astrophysique ISSN 0365-0499 (Франция), създадено през 1938 г.
- Arkiv för Astronomi ISSN 0004-2048 (Швеция), създадено през 1948 г.
- Bulletin of the Astronomical Institutes of the Netherlands ISSN 0365-8910 (Нидерландия), създадено през 1922 г.
- Bulletin Astronomique ISSN 0245-9787 (Франция), създадено през 1884 г.
- Journal des Observateurs ISSN 0368-3389 (Франция), създадено през 1915 г.
- Zeitschrift für Astrophysik ISSN 0372-8331 (Германия), създадено през 1930 г.

През 1992 г. към списанието е включено изданието на Бюлетина на Астрономическите институти на Чехословакия, създадено през 1947 г. В началото списанието публикува статиите на английски, френски или немски, но статиите на немски и френски винаги са били малко. По тази причина списанието престава да печата на тези езици, донякъде по причина, че трудно се намират рецензенти, владеещи добре тези езици.